# رسخ
به تصریح قرآن در امت‌های پیشین رسخ صورت پذیرفته‌است و گروهی از گناهکاران به صورت گیاهان درآمده اند. آیه ۲۴ سوره ملک و آیه ۱۷۹ سوره اعراف به این موضوع پرداخته است.

## تفاوت تناسخ در بیان شیعی و غیر اسلامی
رسخ را آفرینش نو برخی کافران را گویند. به این معنا که کافران پس از مرگ که صورت بشری از آنها ساقط شد، باطنشان کالبد مناسبش را می یابد و بلکه خود می آفریند. نه اینکه خود در جلد سایر اجسام و حیوانات و نباتات وارد شوند.